# رية قلورية

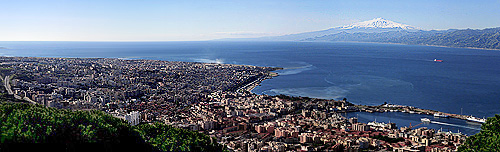
Panorama di Reggio Calabria dalla Piazza Rotonda (Gentile Concessione)

رَيُو قِلَّورية أو رية قلورية أو ريدجو كالابريا Reggio Calabria  مدينة إيطالية في جنوب إيطاليا وهي أكبر وأقدم مدينة في إقليم قلورية ومقر المجلس الإقليمي بها وعاصمة مقاطعة مقاطعة رية قلورية تشكل الضفة الثانية لمضيق مسينة سكانها حوالي 185.852 نسمة، يعود تاريخها إلى القرن الثامن قبل الميلاد، وهي مركز مهم من الناحية سياحية وثقافية وتاريخية وكمصيف، كما أن بها جامعة، علاوة يقع في مركز منطقة زراعية مهمة لخصوبة الأرض وفضل اعتدال المناخ، مع إنتاج زيت الزيتون والحمضيات، والنبيذ، والخضروات كما تنفرد بإنتاج البرغموت وهو نوع من الحمضيات التي تنمو لا إلا في منطقة ريدجو، ليصبح واحدا من رموز المدينة.

## السكان
في سنة 1861 بلغ عدد السكان 54٬807 نسمة، وتطور العدد ليصل في سنة 2011 لـ 180٬817 نسمة.
يظهر هذا المخطط البياني تطور النمو السكاني لـ ريدجو كالابريا

## الجغرافيا
ريو قلورية تقع في أقصى جنوب إيطاليا (على رأس جزمة)، قبالة جزيرة صقلية. المنطقة تعرضت لعدة زلازل وامواج تسونامي، على مر القرون.

## معرض الصور

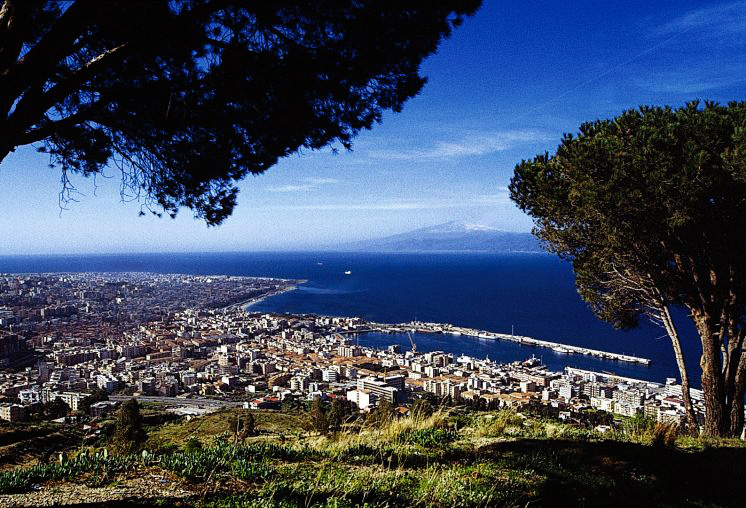
الميناء
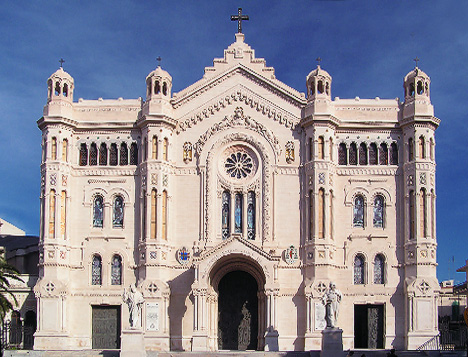
الكنيسة
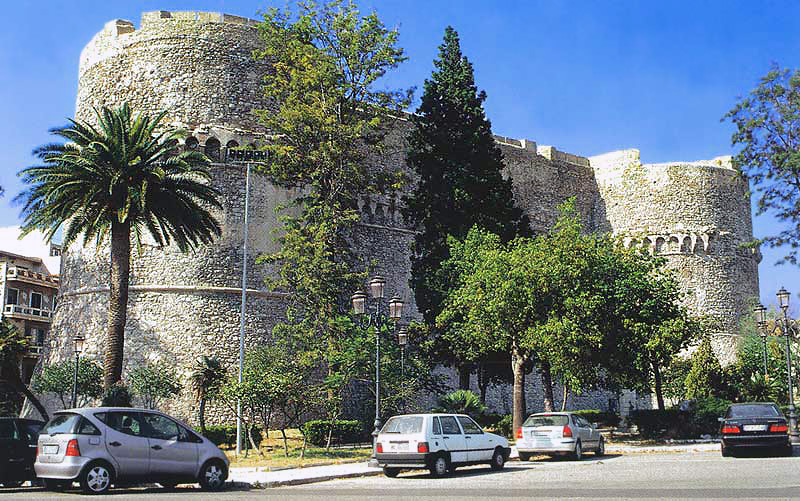
القلعة الأراغونية
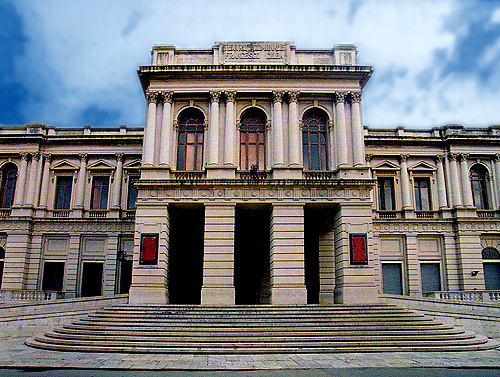
مسرح تشيليا
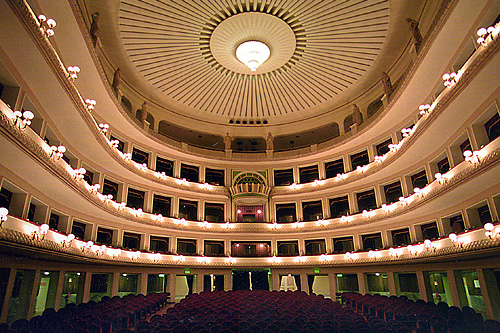
مسرح تشيليا
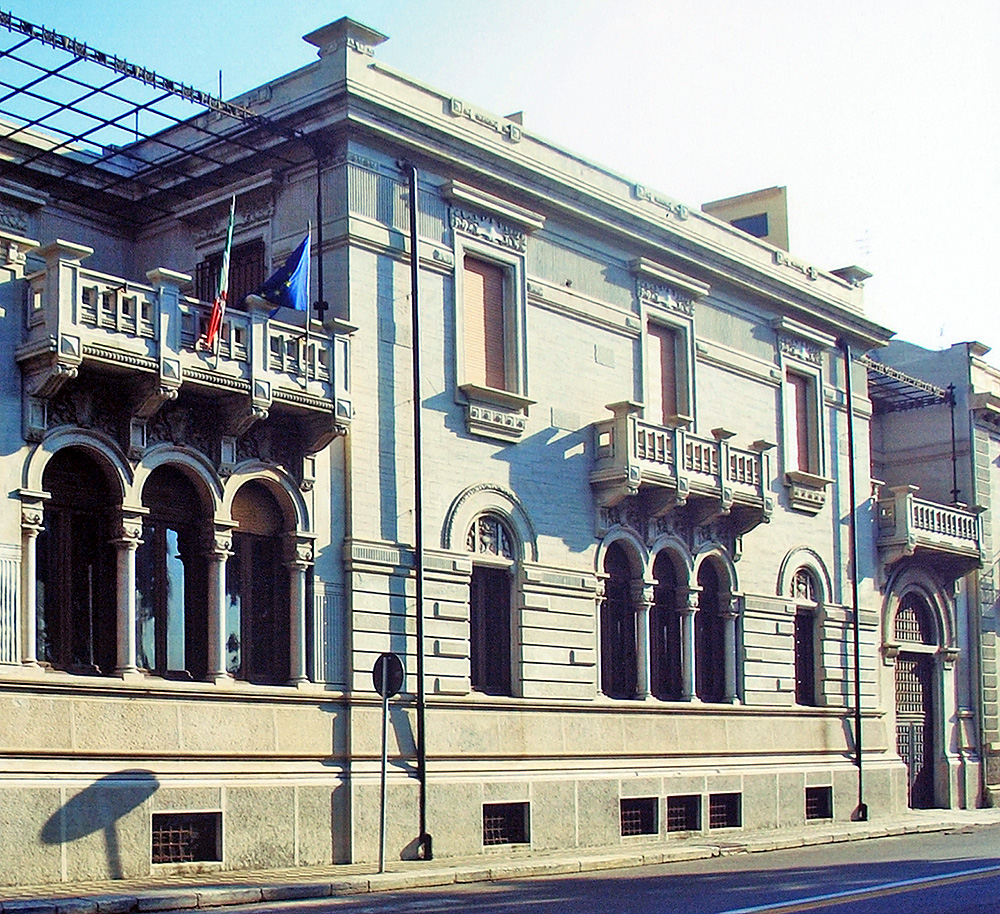
قصر سبينيللي
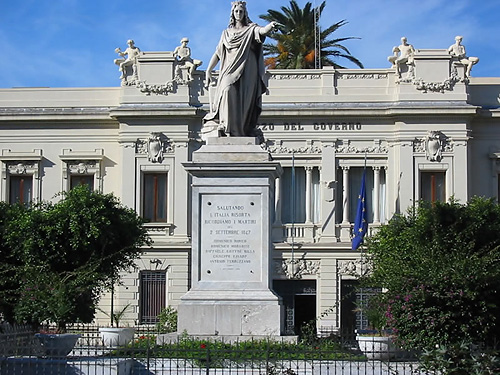
ساحة إيطاليا
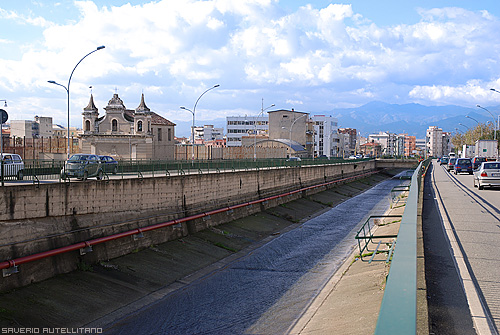
نهر كالوبناتشي
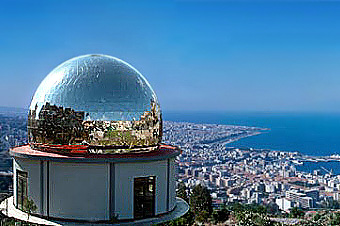
القبة الفلكية
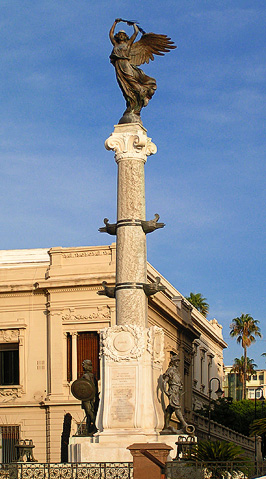
نصب قتلى كل الحروب
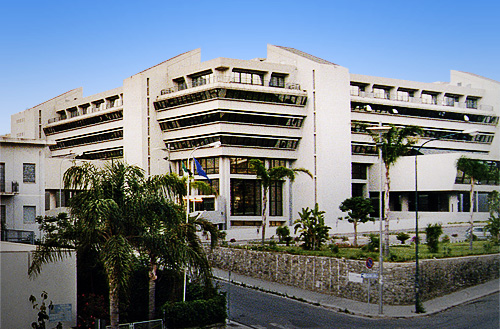
قصر كامبيلا مقر المجلس الإقليمي لقلورية
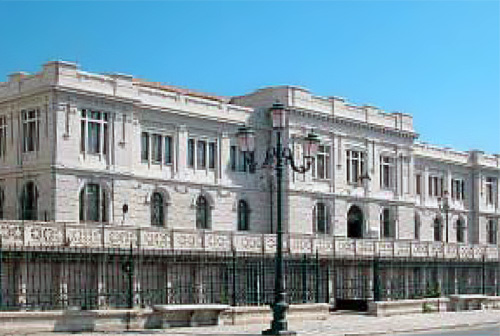
قصر زاني
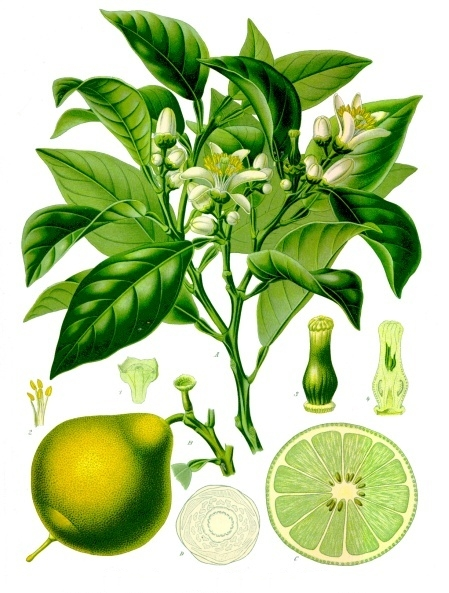
البرغموت
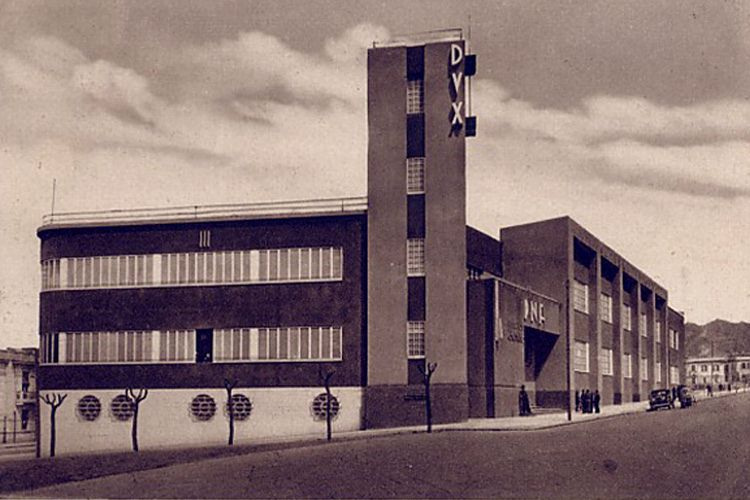
كازا دل فاشو
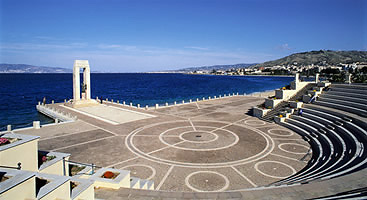
أرينا المضيق